# Ліпрамсдорф
Ліппрамсдорф (нижньонімецька: Ranstrop) — третій за величиною район міста Гальтерн-ам-Зе у Північному Рейні-Вестфалії з 3569 мешканцями (лютий 2022 р.).

## Географія

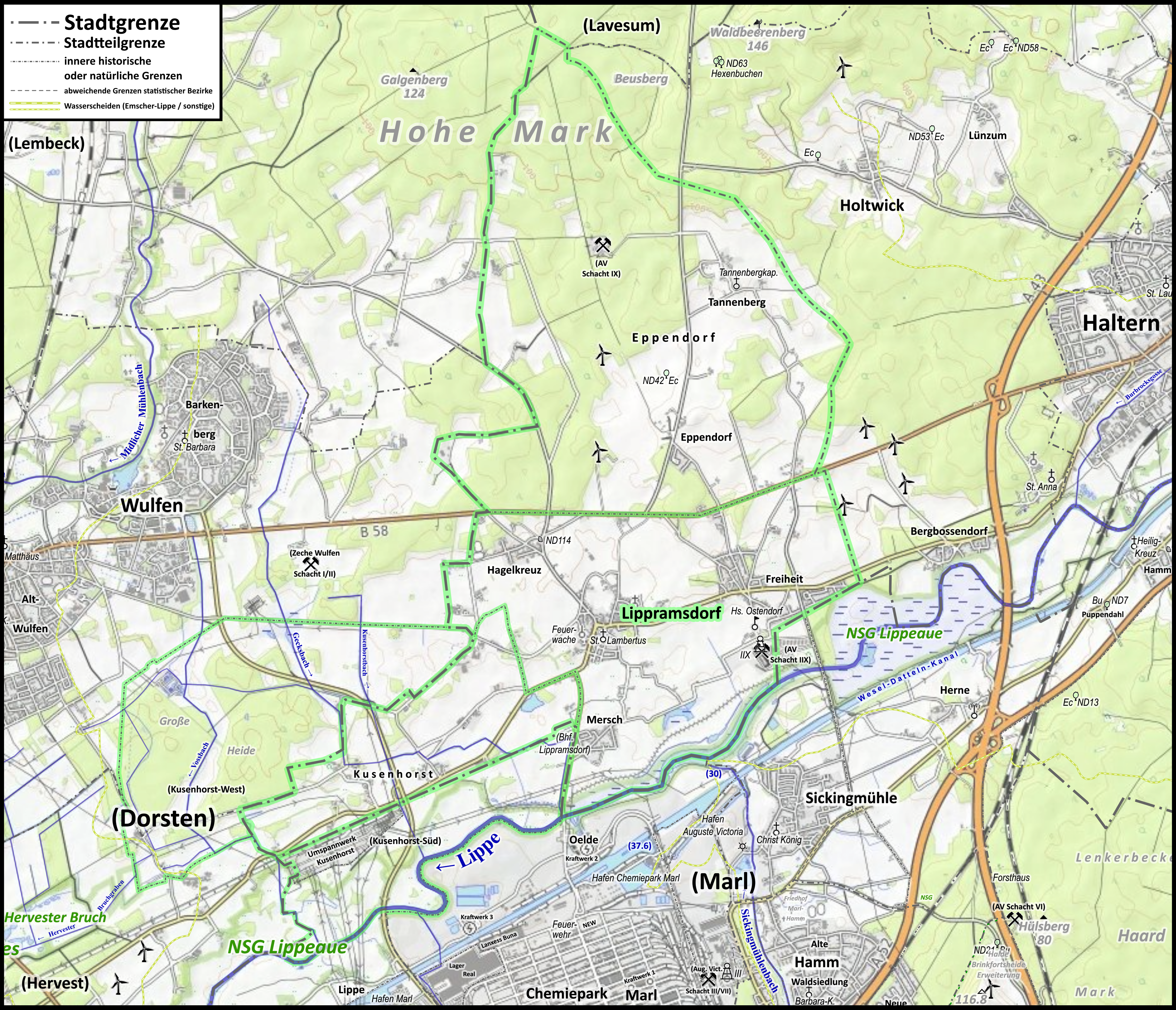
Карта району

Місце розташоване на південному заході Мюнстерланда в Ліппеталі на північ від Ліппе. Місто складається з центрального села, хутора Фрайхайт разом із Хаус Остендорф на сході, Еппендорф на північному сході та Танненберг на крайньому північному північному сході (колишня фермерська громада Еппендорф), молодші поселення Мерш на півдні та Хагелькройц (Шаббрінк) на північному заході та розрізнене фермерське співтовариство Кузенгорст на крайньому південному заході.